# إدوارد إل. كينان
إدوارد إل. كينان (بالإنجليزية: Edward L. Keenan)‏ هو مؤرخ أمريكي، ولد في 1935، وتوفي في 6 مارس 2015.